# 孟晗
孟晗，是中国劳工行动者、工人领袖， 祖籍湖北籍，曾在湖北省宜昌市长江航务管理局工作，2010年成为广东省广州中医药大学附属第一医院的保安，2013年在医院组织维权行动，后被判刑。他曾在劳工NGO番禺打工族服务部工作，2015年连同多名劳工行动者被捕，并被判刑21个月。

## 生平

#### 早年
孟晗生于1962年，出生地是湖北宜昌，16岁开始在长江中下游流域的交通船工作，属于航运系统。1997年，国企改革后，孟晗下岗并被买断工龄，开始成为外来工，四处打工为生。

#### 广中医院维权
2010年，孟晗进入广州中医药大学附属第一医院当保安。期间，孟晗观察到医院的护工和保安受到不平等的劳动待遇，并且这种问题已经持续了十多年，包括有：未签订劳动合同，同工不同酬；异地购买社保和住房公积金；加班费的计发基数按最低工资标准；带薪年假规定未按法律规定实行；“以罚代管”，以保安工人违纪为由扣罚工资。
工作三个月后，孟晗组织了60多名同样属于派遣工的保安，向医院提出同工同酬和加入工会的要求。结果是医院拒绝他们加入工会，但是给与了和工会会员同等的福利。
2013年，广州中医药大学附属第一医院改用外包公司管理护工，医院护工不满这一做法，后在2013年5月13日，该院126名护工、担架工和保安在医院大门前聚集，要求与医院进行集体谈判，同时向广州市总工会发出联名公开信，指医院有诸多违法用工的行为。孟晗成为这次维权中的工人代表和维权组织者。
2013年8月19日，孟晗带着13位保安爬上医院门诊楼的高台雨棚，拉起横幅和散播传单。孟晗因此事以“聚众扰乱社会秩序”罪被刑九个月。

#### 劳工NGO工作
2014年7月，出狱后的孟晗成为广东广州的劳工NGO番禺打工族服务部的实习生，其后成为全职的劳工NGO工作者。工作期间，孟晗曾参与番禺利得鞋厂因搬迁引发的工人维权行动，每周与工人代表交流，协助工人维权。
工人在维权过程中，曾经三次罢工，维权行动持续超过半年。2015年4月的第三次罢工，孟晗曾被派所所拘留，也曾被一群不明身份的人堵住家门及断电。最后，番禺利得鞋厂的维权以工人得到补偿告终。

#### 被捕入狱
2015年12月，包括孟晗在内，多名劳工NGO工作者被拘留。2016年，孟晗因控聚众扰乱社会秩序罪被判刑一年零九个月。
开庭期间，孟晗认罪且当庭表示不上诉，他的罪名主要是因参与2014年利得鞋厂工人的维权行动。